# Thysanotus tuberosus
Thysanotus tuberosus là một loài thực vật có hoa trong họ Măng tây. Loài này được R.Br. miêu tả khoa học đầu tiên năm 1810.

## Hình ảnh

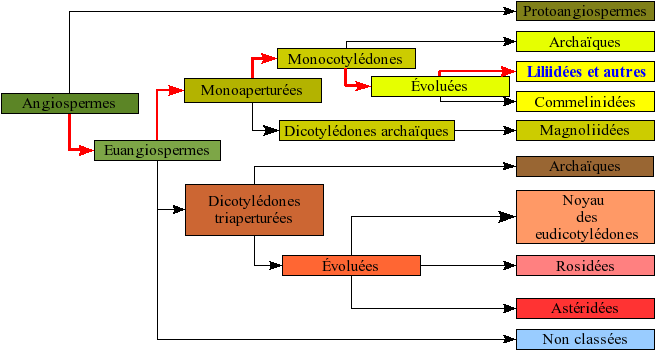
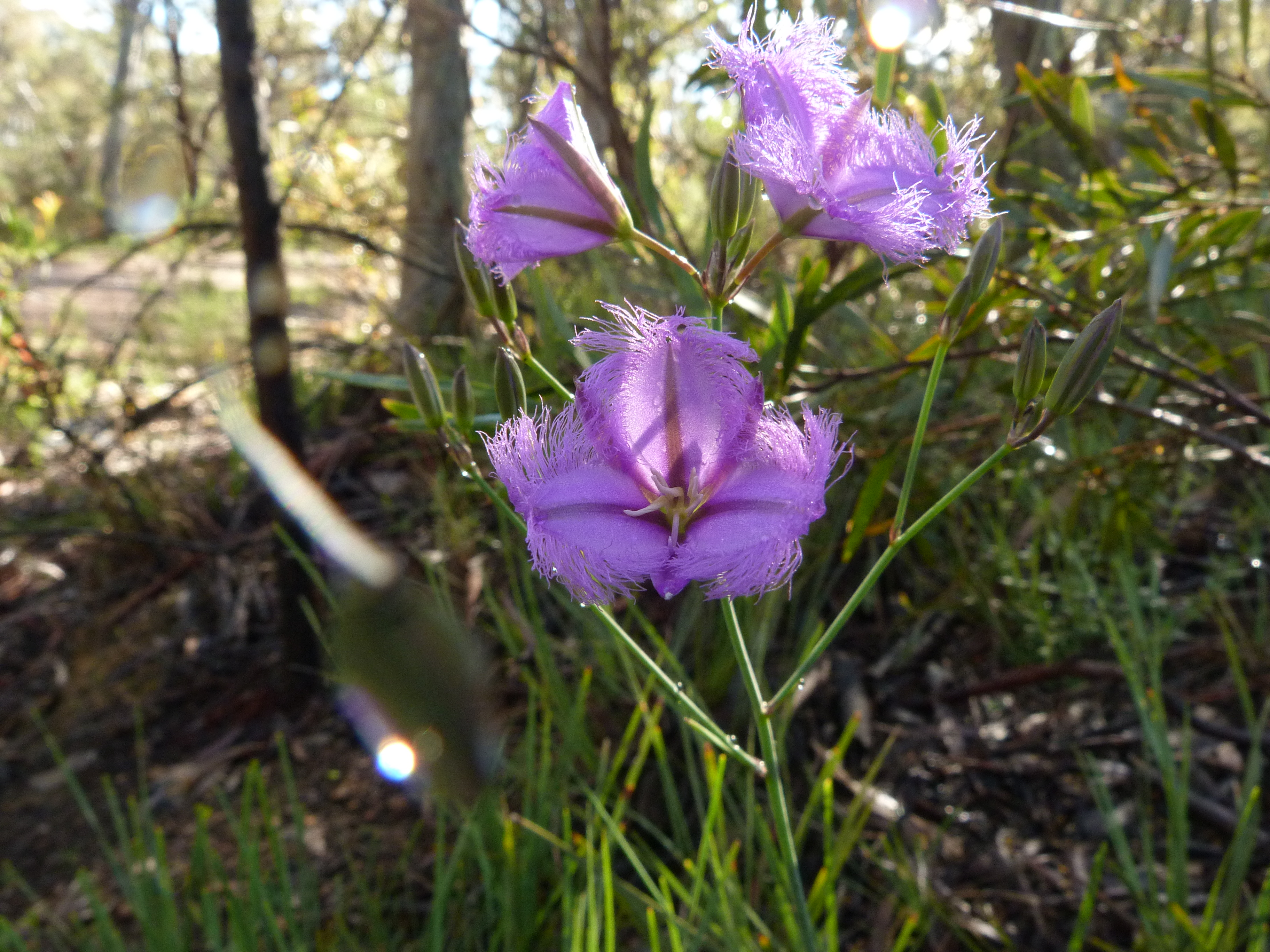
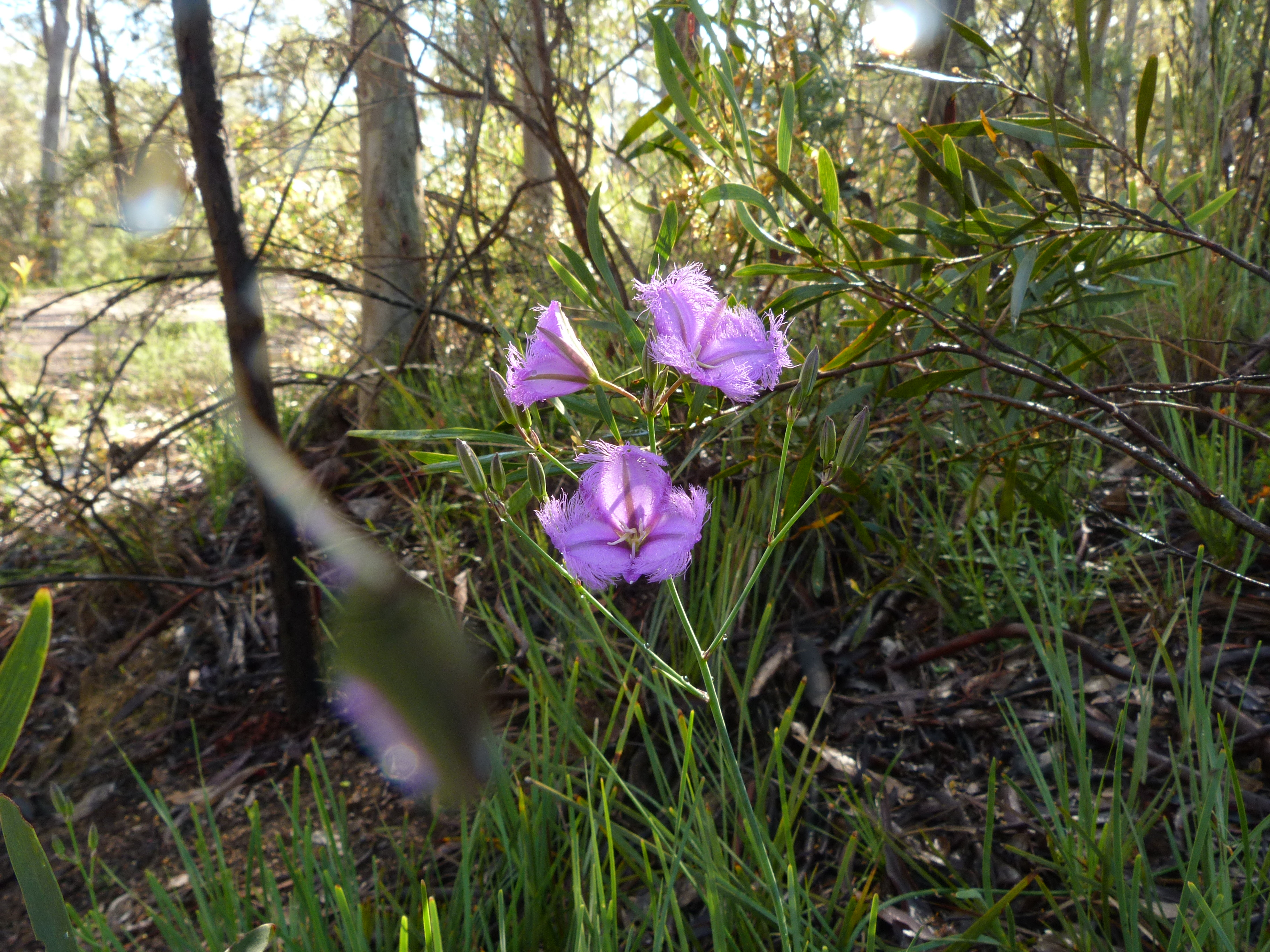